# PGC 26009
LEDA/PGC 26009 ist eine Balken-Spiralgalaxie vom Hubble-Typ SBdm im Sternbild Krebs auf der Ekliptik. Sie ist schätzungsweise 272 Millionen Lichtjahre von der Milchstraße entfernt. Im selben Himmelsareal befinden sich u. a. die Galaxien NGC 2783, NGC 2789, IC 2444, IC 2449.